# Mimí Lazo
Pour les articles homonymes, voir Mimi et Lazo.
Mimí Lazo, née Ana María Lazo le 23 novembre 1953 à Caracas, est une actrice et productrice vénézuélienne.

## Filmographie

### Actrice
- 1976 : Carolina (série télévisée) : Nurbia
- 1977 : The Smoking Fish
- 1984 : La salvaje (série télévisée)
- 1986 : Amor prohibido (série télévisée) : Elvira
- 1986 : Una noche oriental : Leonor Montes
- 1987 : Mi nombre es amor (série télévisée) : Alejandra
- 1990 : De mujeres (série télévisée) : Antonieta
- 1991 : El desprecio (série télévisée)
- 1991 : Terra Nova : Noemi
- 1992 : Máscaro: el cazador americano
- 1992 : Los platos del diablo : Sindia Santos
- 1995 : El desafío (série télévisée) : Ana Luisa
- 1997 : Contra viento y marea (série télévisée) : Doña José
- 1998 : Golpe de estadio : Samara
- 1998: Milagro en la Sabana : Patricia
- 1999 : Toda mujer (série télévisée) : Celia Martínez
- 2000 : Just for the Time Being : Carmen
- 2000 : Borrón y cuenta nueva
- 2001 : Guerra de mujeres (série télévisée) : Brigitte Castro de Boni
- 2002 : Las González (série télévisée) : Azucena
- 2002 : Hounded on a Carnival Monday : Florencia
- 2002 : My Sweet Fat Valentina (série télévisée) : Eva Lanz de Villanueva
- 2003 : La invasora (série télévisée) : Inés Guerra
- 2002-2003 : Géminis, venganza de amor (série télévisée) : L'impératrice
- 2004 : Perder es cuestión de método : Susan Caviedes
- 2005 : El caracazo
- 2006 : Voltea pa' que te enamores (série télévisée) : Gladis López
- 2006 : Mi vida por Sharon, ¿o qué te pasa a ti?
- 2007 : Tomalo Suave (téléfilm) : Maria
- 2007 : El cafe de Lupe (court métrage) : Marilyn
- 2008 : ¿Vieja yo? (série télévisée) : Margot Batalla
- 2010 : Harina de Otro Costal (série télévisée) : Maigualida de Hernandez
- 2013 : Los secretos de Lucía (série télévisée) : Ayra Mesutti
- 2014 : Emerald Heart (série télévisée) : Federica del Rosario Pérez
- 2014 : Liz en Septiembre : Dolores
- 2016 : Tamara : Elena

### Productrice associée ou productrice exécutive
- 2008 : Blue Sky (court métrage)
- 2014 : Liz en Septiembre
- 2016 : Tamara

## Théâtre
- 1978 : El Ministro Tiene un Plan
- 1979 : La Jaula de la Locas de Jean Poiret
- 1980 : Ardele o la Margarita  de Jean Anouilh
- 1981 : Una Noche Oriental de José Ignacio Cabrujas
- 1982 : Una Noche de Reyes de William Shakespeare
- 1983 : De su Puno y Letra, John Lennon d' Enrique Porta
- 1984 : Golpes a mi Puerta de Juan Carlos Gené
- 1985 : Pedazos de Ricardo Lombardi
- 1987 : Las Paredes Oyen de Ruiz Alarcon
- 1988 : Asia y el Lejano Oriente d'Isaac Chocrón
- 1989 : Panaroma desde el puente d'Arthur Miller
- 1990 : Amado Enemigo d'Oscar Garaycochea
- 1991 : El Último Amante de Neil Simon
- 1992 : El Americano Ilustrado de José Ignacio Cabrujas
- 1993 : El Espíritu Burlon de Noel Coward
- 1994 : El Pez que fuma de Roman Chalbaud & José Ignacio Cabrujas
- 1996 : El Aplauso va por Dentro de Mónica Montañes
- 2000 : Los Monologos de la Vagina d'Eve Ensler
- 2001 : Antidivas: Mimi Lasso & María Conchita Alonzo de Manuel Mendoza et Alejandro Aragón
- 2004 : No sere feliz, pero tengo Marido!" de Viviana Gómez Thorpe
- 2005 : La Cenicienta adaptation de Natalia Martínez
- 2006 : Infielmente Tuyo de Neil Simon
- 2007 : Golpes a mi Puerta de Juan Carlos Gené
- 2008 : Las quiero a las dos de Ricardo Taleskik
- 2009-2012 : A 2.50 La Cuba Libre d'Ibrahim Guerra
- 2013-2015 : A mi Gordo no me lo quita nadie de Luis Fernández
- 2015 : Las Quiero a las Dos de Ricardo Taleskik